# Snabbfäste

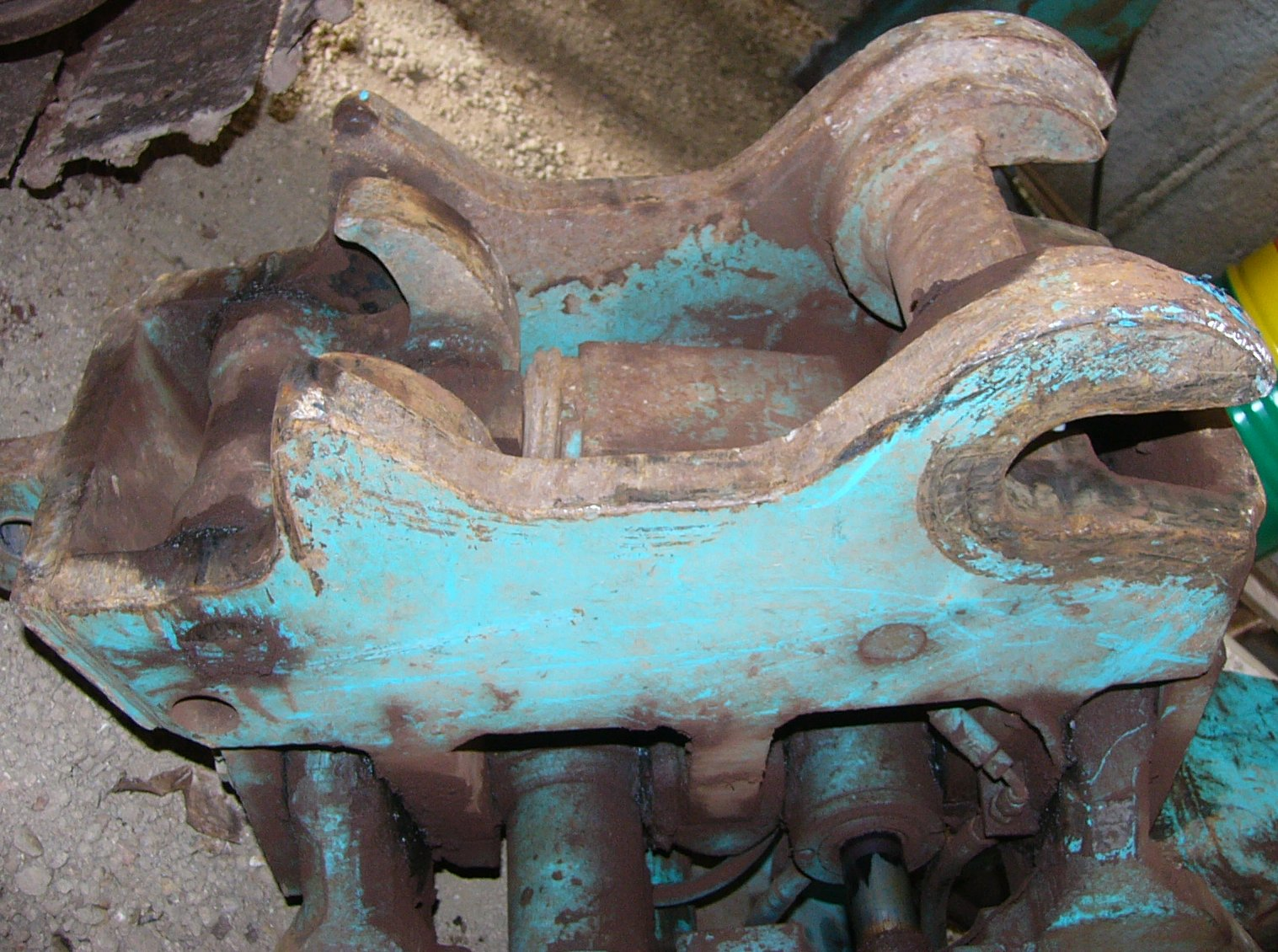
Snabbfäste i öppet läge. Tillbehör kan sättas på plats eller tas bort.

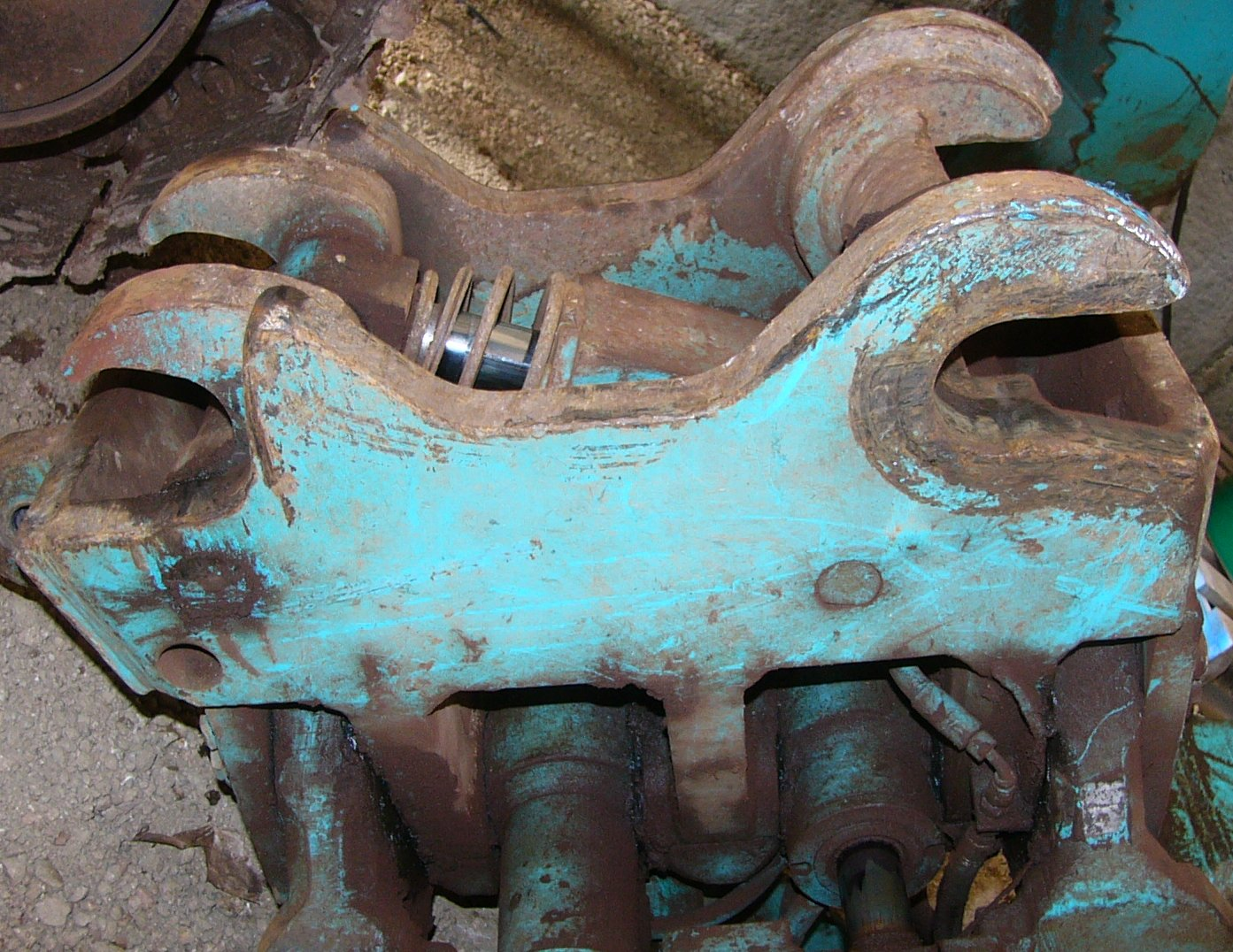
Snabbfäste i stängt läge. En stor fjäder ser till att tillbehöret hålls på plats.

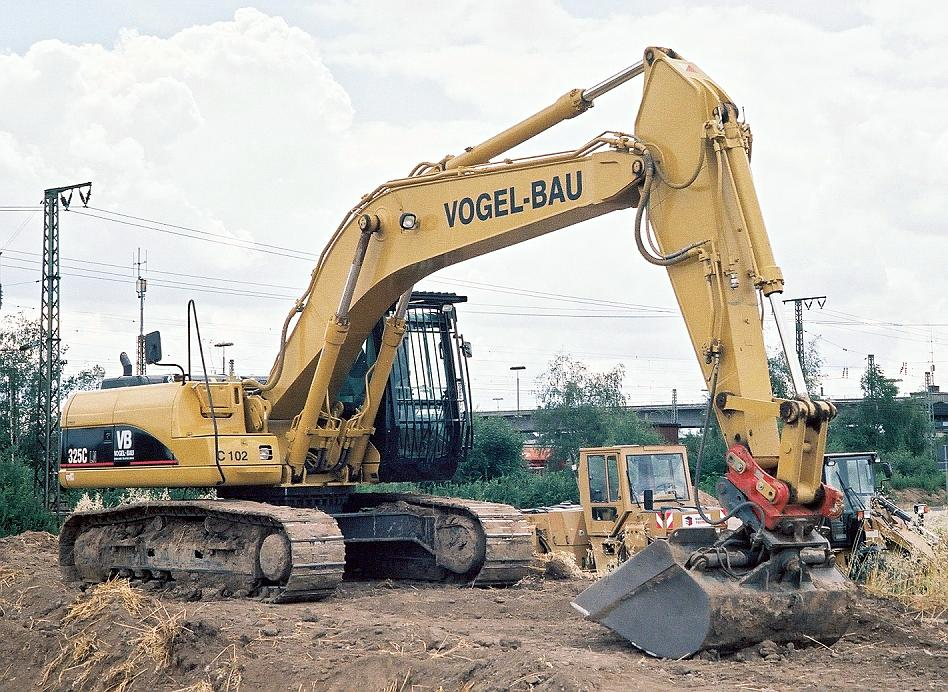
Grävmaskin med snabbfäste.

Snabbfäste är en mekaniskt eller hydraulisk koppling för olika redskapsbärare (ex. grävmaskin, lastmaskin, truck, materialhanteringsmaskin, lyftkran etc) och dess verktyg (ex. skopa, gafflar, tiltrotator, hammare, grip etc).

## Olika fästen
För lastmaskiner är Volvos "Stora BM" den klart vanligaste fästestypen. För den gällande standarden för grävmaskiner i Sverige, se nedan:
- Totalt 12 fästesstorlekar av s.k. symmetriska grindfästen för grävlastare och grävmaskiner i viktklasserna mellan 1 och 40 ton.
- Fästena skall ha en gemensam beteckning med utgångspunkt från axeldiametern S30/150, S30/180, S40, S40/240, S45, S50, S60,

S70, S80, S90, S100 och S120. Varje individuell fästestillverkare skall då lämpligen sätta sin Företagsbeteckning före fästesbeteckningen till exempel SMP Parts AB = SMP-S40 , OilQuick = OQ-S80 etc.

### S1 och B20
Mellan dessa två fästestyper råder enbart små skillnader och utgör inget reellt problem på marknaden.
Arbetsgruppen är därför av uppfattningen att Volvos standard S1 väl täcker det standardiseringsbehov som finns här. Måttunderlaget skall här vara Volvo S1.

### S2 och B27
Här råder en begreppsförvirring angående vad som menas med respektive beteckning S2 är en ren Volvo standard som inte skall finnas i standarden. Denna fästestyp finns redan standardiserad hos Volvo. B27 däremot skall finnas i den nya standarden.
Måtten på B27 skall ändras i några avseenden för att vara kompatibelt mot S2. Detta betyder i klartext att B27 fästen kan användas på S2 skopor och redskap.
OBS! Tyvärr är det omvända inte möjligt, dvs S2 fästen kan inte användas mot B27 skopor och redskap.